# Ботанический сад Уральского отделения Российской академии наук
Ботанический сад Уральского отделения Российской академии наук (БС УрО РАН) — ботанический сад в Екатеринбурге. Основан 28 августа 1936 года.
Расположен в южной части города, ограничен улицами 8 марта, Московской, Николая Островского и объездной дорогой. Ближайшие станции метро — «Чкаловская» и «Ботаническая».
Сад имеет огороженную территорию, открыт для публичного посещения по расписанию. На территории находятся зелёные насаждения, оранжереи, административные здания.

## Назначение и направления работы

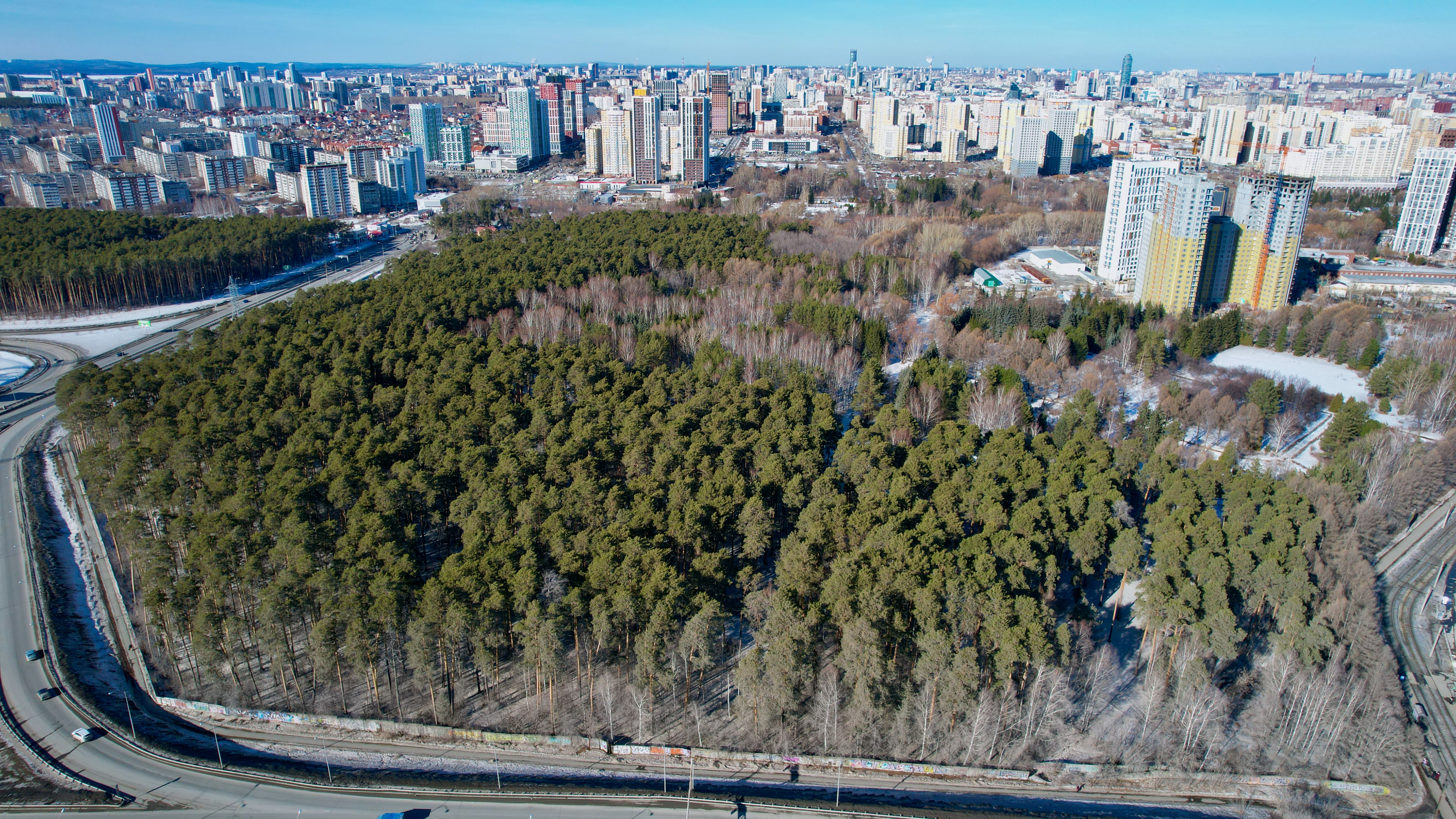
Вид с высоты

Согласно официальной информации, «БС УрО РАН — головное научно-исследовательское учреждение Урала и смежных регионов Западной Сибири и Предуралья, обеспечивающее разработку методов и фундаментальное изучение ресурсов природной флоры, координацию исследований, и обоснование мер по оптимизации их сохранения, воспроизводства, обогащения (интродукции) и рационального использования в экономике и социоэкологии».
Официальный сайт учреждения определяет следующие основные направления его работы:
- «Интродукция новых для Среднего Урала видов древесных и травянистых растений и изучение их адаптации. Создание коллекций редких и исчезающих видов Урала»;
- «Изучение видового разнообразия природной флоры Урала, смежных регионов России и научное обоснование методов её сохранения, воспроизводства и рационального использования»;
- «Изучение экологии, генетики и географии основных лесообразующих видов Урала и смежных регионов России, разработка способов и технологии их оптимального использования и возобновления»;
- «Научное обоснование методов сохранения и воспроизводства генофонда Уральской флоры, создание системы особо охраняемых природных территорий»;
- «Разработка научных основ защиты леса и рекультивации техногенно- загрязненных территорий»;
- «Просветительская работа (экскурсии, лекции и др.)».

В составе сада выделены два отдела — ботанический отдел и отдел лесоведения. Есть 6 лабораторий.

## Особенности
На территории сада выращиваются около 4 тысяч таксонов (видов, разновидностей, форм и сортов). Есть бананы, апельсины, лимоны, гранаты, фейхоа и папайя.